# Waco (miniserie televisiva)
Waco è una miniserie statunitense, basata sull'assedio di Waco.
È andata in onda su Paramount Network dal 24 gennaio al 28 febbraio 2018.
In Italia, la serie viene trasmessa dal 23 marzo al 6 aprile 2019 su Paramount Network.

## Trama
La miniserie esplora il rapporto di 51 giorni nel 1993 tra l'FBI, l'ATF e la fazione religiosa di David Koresh, i Davidiani, a Waco, in Texas, che è culminata in un incendio mortale. In seguito alla scoperta di un traffico di armi gestito da Koresh e dai suoi affiliati, l'ATF attacca l'abitazione dove si trovano i davidiani. Tuttavia, anche se Koresh è uscito con le mani in alto, gli uomini dell'ATF sparano ferendo Koresh e uccidendone alcuni seguaci. La reazione dei davidiani è immediata. Grazie alle numerose armi di cui dispongono, respingono l'attacco dell'ATF, i cui uomini sono però prontamente sostituiti da quelli dell'FBI.
Nonostante i tentativi di mediazione di Gary Noesner, uno specialista dell'FBI, peraltro osteggiato da chi vorrebbe passare alle maniere forti, Koresh rifiuta di uscire dall'edificio. La mediazione porta solo al rilascio di alcuni ostaggi tra cui molti bambini. Con il trascorrere delle settimane, l'ala interventista degli assedianti prende piede, scaccia Noesner e infine convince il governo a rilasciare un permesso per diffondere gas lacrimogeni dentro l'edificio, mediante l'uso di carri armati che sfondano le pareti.
Donne e bambini restano intrappolati dai crolli in un bunker dove si erano rifugiati: lo scatenarsi di un incendio, che non si sa se sia da imputare al lancio dei lacrimogeni oppure sia stato appiccato dai davidiani stessi, causa la morte di 75 persone tra le quali 21 bambini. Mentre il fuoco divampa, il braccio destro di Koresh lo uccide sparandogli, dietro sua richiesta, e poi si uccide. Noesner osserva impotente dallo schermo televisivo il ranch di Mount Carmel distrutto dalle fiamme.

## Episodi
| n° | Titolo originale                | Titolo italiano     | Diretto da        | Scritto da                      | Prima TV USA     | Prima TV Italia |
| -- | ------------------------------- | ------------------- | ----------------- | ------------------------------- | ---------------- | --------------- |
| 1  | Visions and Omens               | Visioni e presagi   | John Erick Dowdle | John Erick Dowdle & Drew Dowdle | 24 gennaio 2018  | 23 marzo 2019   |
| 2  | The Strangers Across the Street | I nuovi vicini      | John Erick Dowdle | John Erick Dowdle & Drew Dowdle | 31 gennaio 2018  | 23 marzo 2019   |
| 3  | Operation Showtime              | Operazione showtime | John Erick Dowdle | Salvatore Stabile               | 7 febbraio 2018  | 30 marzo 2019   |
| 4  | Of Milk and Men                 | Fuori i bambini     | Dennie Gordon     | Sarah Nicole Jones              | 14 febbraio 2018 | 30 marzo 2019   |
| 5  | Stalling for Time               | Guadagnare tempo    | Dennie Gordon     | Salvatore Stabile               | 21 febbraio 2018 | 6 aprile 2019   |
| 6  | Day 51                          | Giorno 51           | John Erick Dowdle | John Erick Dowdle & Drew Dowdle | 28 febbraio 2018 | 6 aprile 2019   |

## Personaggi e interpreti

### Principali
- Gary Noesner, interpretato da Michael Shannon
- David Koresh, interpretato da Taylor Kitsch
- Judy Schneider, interpretata da Andrea Riseborough
- Steve Schneider, interpretato da Paul Sparks
- David Thibodeau, interpretato da Rory Culkin
- Mitch Decker, interpretato da Shea Whigham
- Rachel Koresh, interpretata da Melissa Benoist
- Jacob Vazquez, interpretato da John Leguizamo
- Michelle Jones, interpretata da Julia Garner
- Tony Prince, interpretato da Glenn Fleshler

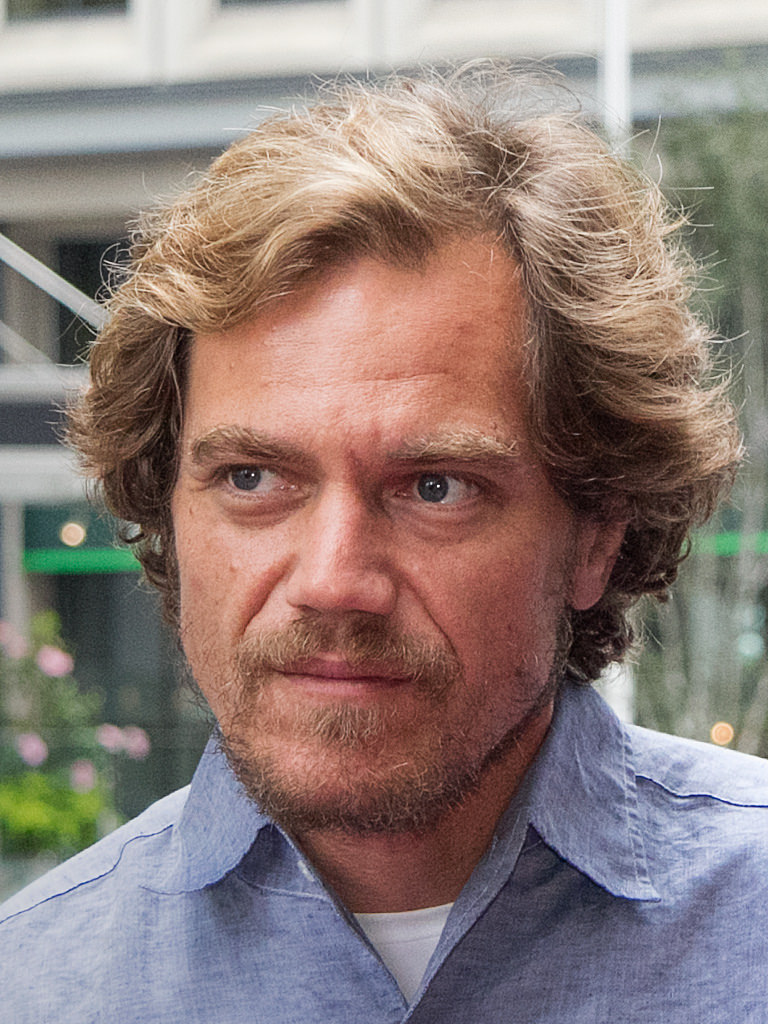
Michael Shannon
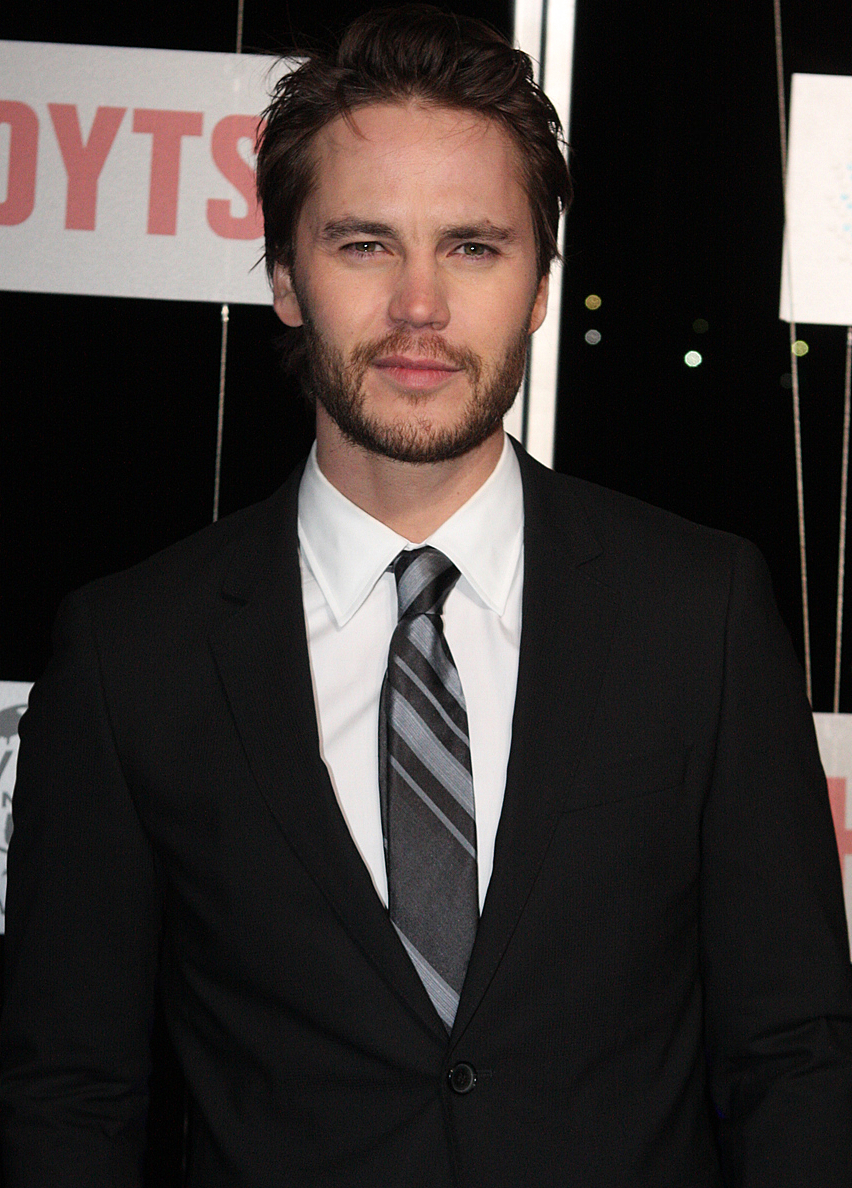
Taylor Kitsch
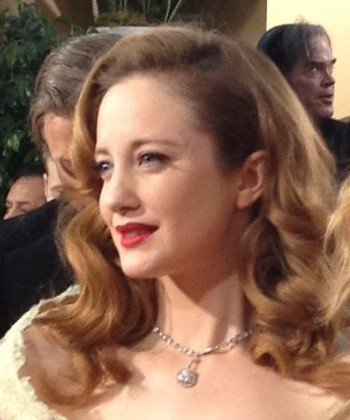
Andrea Riseborough
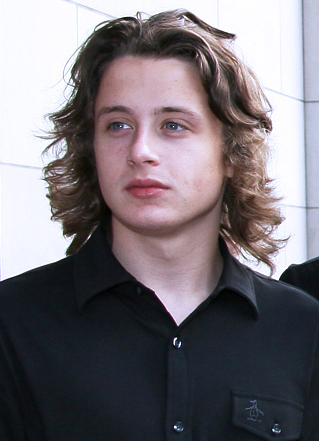
Rory Culkin
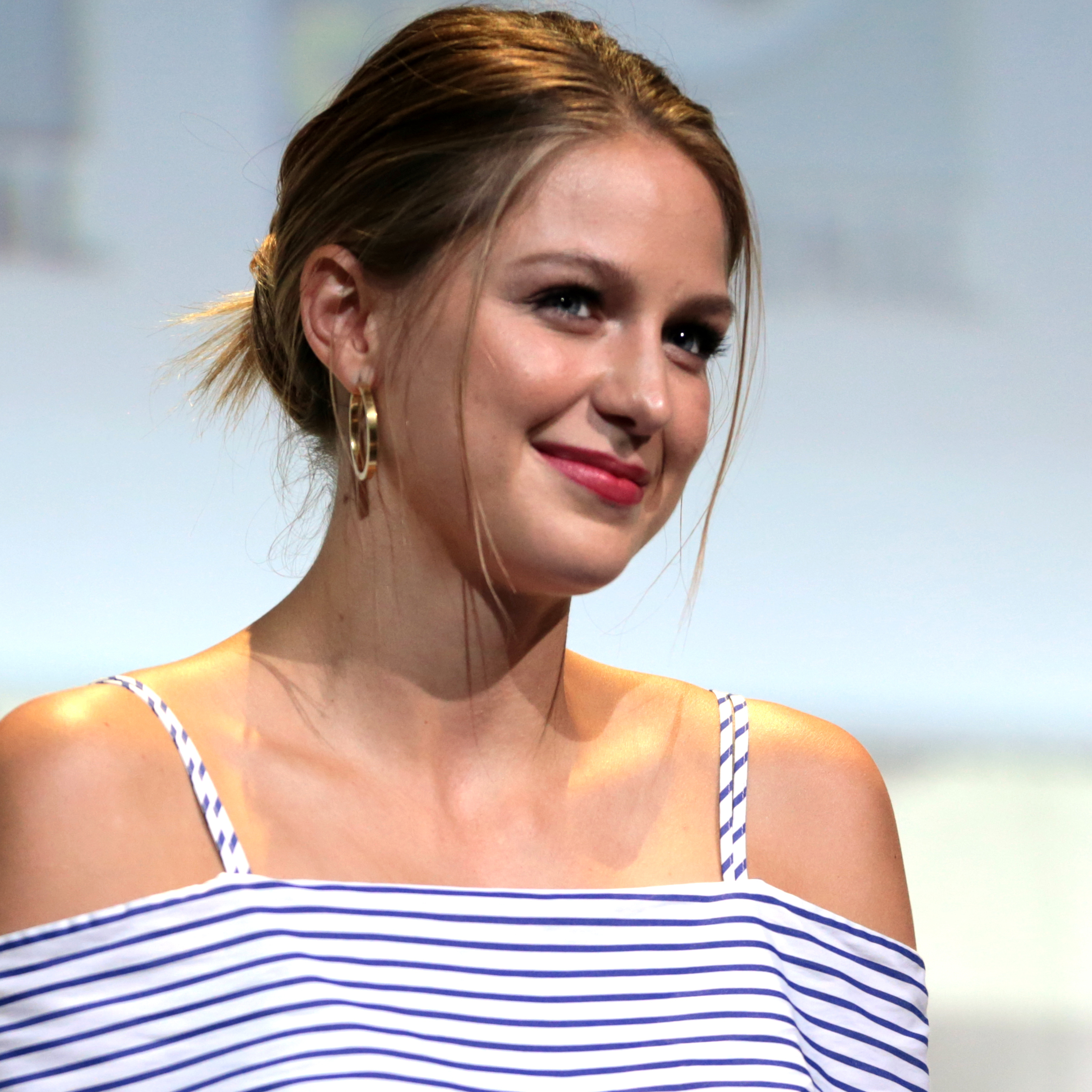
Melissa Benoist
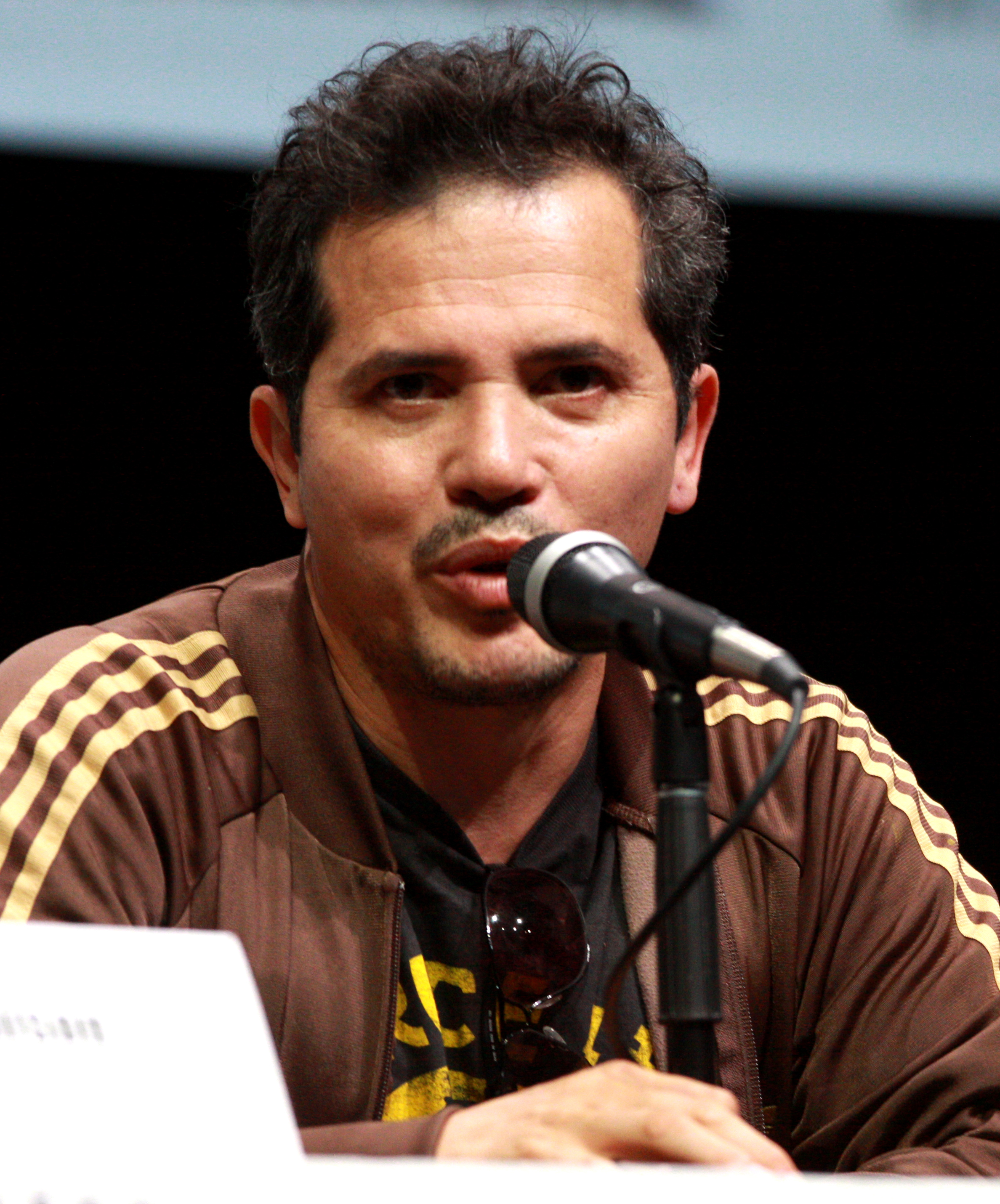
John Leguizamo
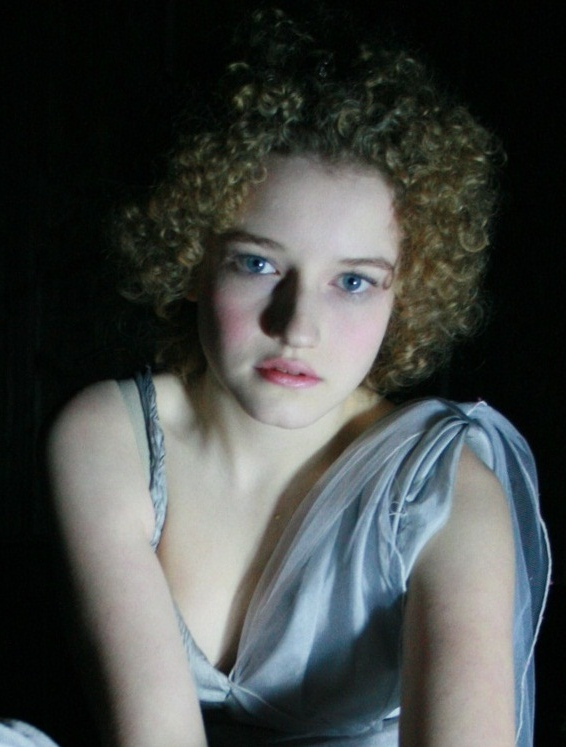
Julia Garner

### Ricorrenti
- Wayne Martin, interpretato da Demore Barnes
- Cyrus Koresh, interpretato da Duncan Joiner
- Kathy Schroder, interpretata da Annika Marks
- Brad Branch, interpretato da Tait Fletcher
- Serenity Jones, interpretata da Vivien Lyra Blair
- Davey Jones, interpretato da J.B. Tuttle
- Balenda Thibodeau, interpretata da Camryn Manheim
- Sheila Martin, interpretata da Darcel Danielle
- Jamie Martin, interpretato da Cayen Martin
- Ron Engelman, interpretato da Eric Lange
- Walter Graves, interpretato da Michael Hyland
- Lon Horiuchi, interpretato da Rich Ting
- Edward Wiggins, interpretato da Christopher Stanley
- Perry Jones, interpretato da Andy Umberger
- Barry Skinner, interpretato da Eli Goodman
- Derek Ludlow, interpretato da Ryan Jason Cook
- Catherine Matteson, interpretata da Kimberly Kiegel
- Jaydean Wendell, interpretato da Kimberly Bigsby
- Mike Schroeder, interpretato da Kenneth Miller
- Carol Noesner, interpretata da Stephanie Kurtzuba
- Jeff Jamar, interpretato da Steven Culp
- James Tabor, interpretato da David Grant Wright

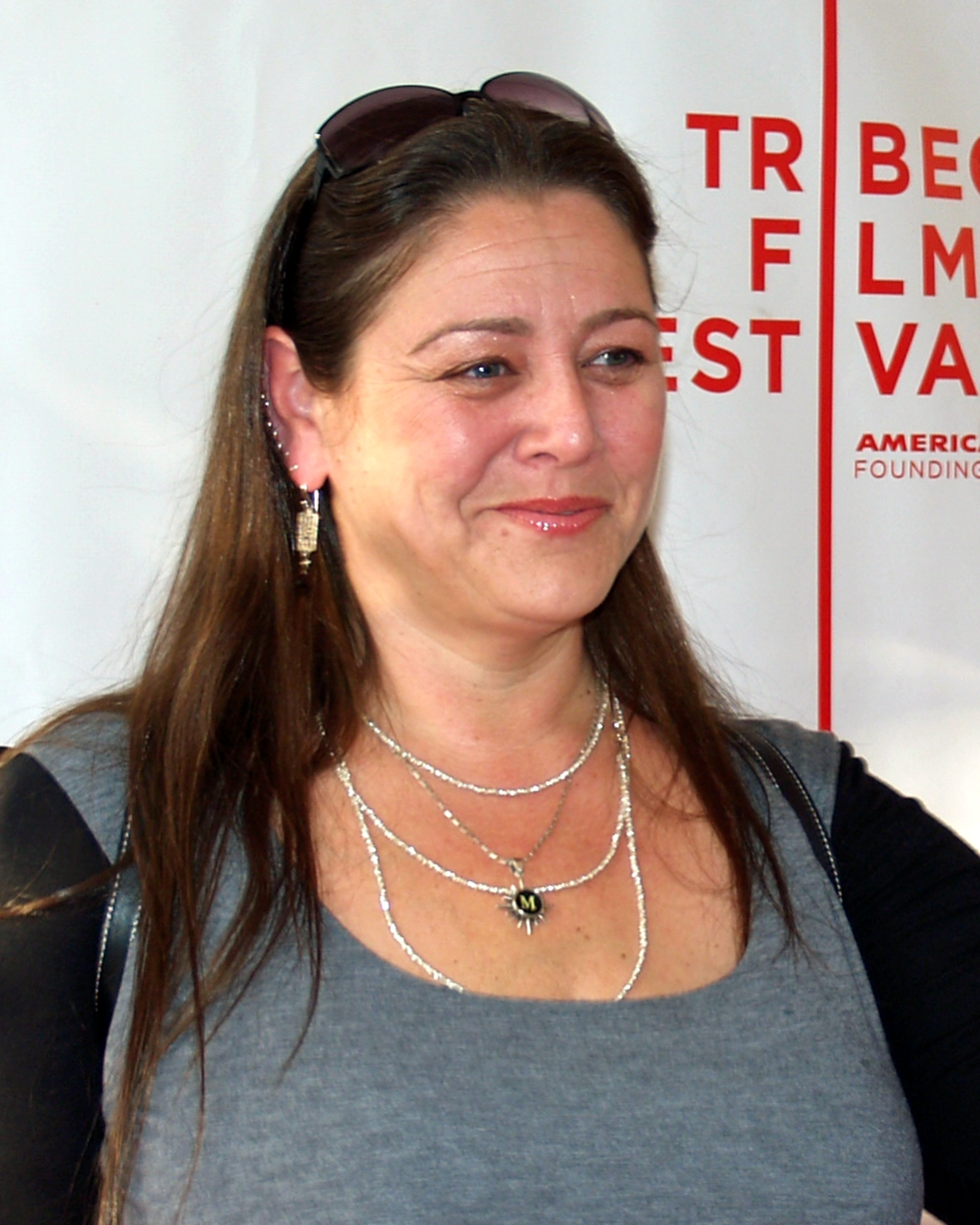
Camryn Manheim
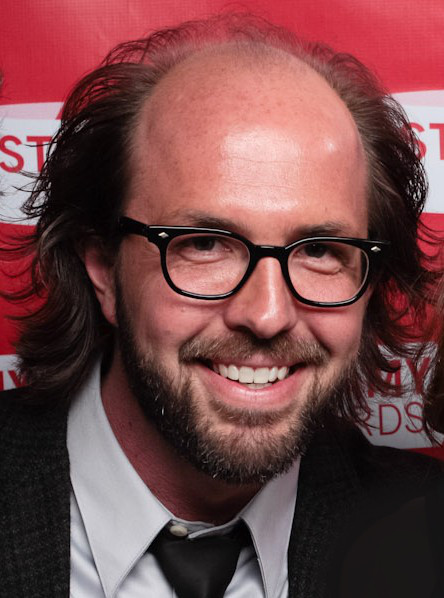
Eric Lange

### Guest star
- Randy Weaver, interpretato da Hans Christopher
- Vicki Weaver, interpretata da Marianna Gallegos
- Sammy Weaver, interpretato da Samuel Kamphuis
- Bo Gritz, interpretato da Vic Browder
- Timothy McVeigh, interpretato da Nick Wilding
- Sharon Wheeler, interpretata da Sarah Minnich
- Dick DeGuerin, interpretato da Rex Linn
- Jack Zimmerman, interpretato da Jon Kristian Moore
- Janet Wood Reno, interpretata da Connie Ventress

## Produzione

### Sviluppo
Il 30 agosto 2016 è stato annunciato che la Weinstein Company, stava sviluppando una miniserie televisiva basata sull'assedio del Branch Davidian nella località di Mount Carmel del 1993 a Waco, in Texas. Successivamente venne annunciato che i fratelli John Erick e Drew Dowdle sarebbero stati gli sceneggiatori. La serie si basa su due biografie: A Place Called Waco di David Thibodeau (uno dei davidiani scampati alla morte) e Stalling for Time: My Life as an FBI Hostage Negotiator di Gary Noesner, il negoziatore dell'FBI. Durante il processo di pre-produzione, i fratelli Dowdle hanno trascorso una settimana negli archivi della Baylor University, dove si trova la più grande collezione relativa all'assedio di Waco, per condurre ulteriori ricerche per la serie.
Il 26 ottobre 2016 è stato annunciato che Spike aveva acquisito i diritti per la serie. Nell'aprile 2017 è stato annunciato che Salvatore Stabile e Sarah Nicole Jones si erano uniti per scrivere la sceneggiatura e che John Erick Dowdle avrebbe diretto quattro episodi, mentre Dennie Gordon due.
Kitsch ha subito una grande preparazione e trasformazione fisica per il ruolo di Koresh. Questo comprendeva la perdita di una notevole quantità di peso, la crescita dei suoi capelli e l'imparare a suonare la chitarra.

### Casting
Nell'agosto 2016, venne annunciato l'ingresso nel cast di Michael Shannon e Taylor Kitsch. Il 24 marzo 2017 fu annunciato che John Leguizamo si era unito al cast nel ruolo dell'agente Robert Rodriguez. Lo stesso mese entrarono anche Andrea Riseborough, Rory Culkin, Paul Sparks e Shea Whigham. Nell'aprile 2017 si unì anche Melissa Benoist, insieme a Julia Garner. Pochi giorni dopo si unirono anche Camryn Manheim, Eric Lange, Annika Marks, Steven Culp e Sarah Minnich.

### Riprese
Nel marzo 2017 è stato annunciato che la serie si sarebbe girata nella contea di Santa Fe, in Nuovo Messico. Il 10 aprile 2017, il New Mexico Film Office ha pubblicato un comunicato stampa in cui si afferma che le riprese principali inizieranno a metà aprile e dureranno fino alla fine di giugno.

## Distribuzione

### Premiere
Il 24 gennaio 2018, la serie ha avuto la sua prima mondiale ufficiale al Paley Center for Media di New York. La prima include una proiezione del primo episodio e una discussione moderata di Dave Itzkoff del New York Times, insieme a Taylor Kitsch, Michael Shannon, Rory Culkin, Andrea Riseborough, Gary Noesner, David Thibodeau, John Erick Dowdle e Drew Dowdle.

### Marketing
Il 26 settembre 2017, la Paramount ha distribuito il primo trailer della serie. Un secondo trailer è stato pubblicato a novembre.

#### Colonna sonora
Sony Classical ha pubblicato una colonna sonora della miniserie composta da Jeff Russo e Jordan Gagne.
1. Waco (Main Title Theme) – 0:34
2. Tear Gas – 2:43
3. David's Theme – 1:48
4. Sniper at Ruby Ridge – 1:35
5. Rachel Dies – 2:14
6. Incendiary – 1:39
7. Satellite Response – 1:13
8. Burning Compound – 1:17
9. Out for Blood – 1:41
10. Survivor List – 2:33
11. McLellan Prison – 4:05

Durata totale: 21:22

## Controversie

### Harvey Weinstein
Il 9 ottobre 2017 è stato annunciato che in seguito a segnalazioni di accuse di abusi sessuali contro il produttore Harvey Weinstein, il suo nome sarebbe stato rimosso dai crediti della serie. Il 15 gennaio 2018, Kevin Kay, presidente della Paramount Network, ha chiarito che Waco non avrà i crediti o il logo della Weinstein Company, anche se quella società era coinvolta nella produzione. Inoltre, ha dichiarato che il loro intento è quello di sostituire Weinstein Television con il nuovo nome della società nei crediti dello show.

## Accoglienza

### Ascolti
Oltre alla messa in onda su Paramount Network, gli episodi della miniserie sono stati trasmessi in simulcast su CMT.
| n° | Titolo originale                | Prima TV USA     | Paramount Network  | Paramount Network | CMT                | CMT            | Share totale (18-49 anni) | Telespettatori totali |
| n° | Titolo originale                | Prima TV USA     | Share (18-49 anni) | Telespettatori    | Share (18-49 anni) | Telespettatori | Share totale (18-49 anni) | Telespettatori totali |
| -- | ------------------------------- | ---------------- | ------------------ | ----------------- | ------------------ | -------------- | ------------------------- | --------------------- |
| 1  | Visions and Omens               | 24 gennaio 2018  | 0.38               | 1.107             | 0.12               | 0.344          | 0.5                       | 1.451                 |
| 2  | The Strangers Across the Street | 31 gennaio 2018  | 0.26               | 0.737             | 0.09               | 0.264          | 0.35                      | 1.001                 |
| 3  | Operation Showtime              | 7 febbraio 2018  | 0.28               | 0.824             | 0.11               | 0.306          | 0.39                      | 1.13                  |
| 4  | Of Milk and Men                 | 14 febbraio 2018 | 0.28               | 0.78              | 0.04               | 0.198          | 0.32                      | 0.978                 |
| 5  | Stalling for Time               | 21 febbraio 2018 | 0.24               | 0.691             | 0.09               | 0.282          | 0.33                      | 0.973                 |
| 6  | Day 51                          | 28 febbraio 2018 | 0.29               | 0.901             | 0.05               | 0.193          | 0.34                      | 1.094                 |

### Critica
La serie è stata accolta in maniera mista dalla critica. Sull'aggregatore di recensioni Rotten Tomatoes ha un indice di gradimento del 66% con un voto medio di 6,18 su 10, basato su 35 recensioni, mentre su Metacritic, ha un punteggio di 56 su 100, basato su 15 recensioni.

## Altri media

### Revelations of Waco
Revelations of Waco sono una serie di documentari pubblicati esclusivamente sul sito web di Paramount Network e sul canale YouTube dopo la messa in onda di ogni episodio della miniserie. La serie rivela i veri dettagli della vita dell'assedio di Waco attraverso interviste con quelli di entrambi i lati del conflitto. Ogni episodio dura da nove a tredici minuti.
| n° | Titolo                                                     | Pubblicazione    |
| -- | ---------------------------------------------------------- | ---------------- |
| 1  | Ruby Ridge: Setting the Stage                              | 24 gennaio 2018  |
| 2  | Church and State: The Prophetic Vernon Howell              | 31 gennaio 2018  |
| 3  | Operation Showtime: Who Shot First?                        | 7 febbraio 2018  |
| 4  | Psychology of Belief: Manipulating Minds at Mount Carmel   | 14 febbraio 2018 |
| 5  | How Not to Negotiate With Believers: Sending Mixed Signals | 21 febbraio 2018 |
| 6  | The Legacy of Waco: Lessons Learned                        | 28 febbraio 2018 |

## Serie sequel
Nel 2023 è stata prodiotta una serie sequel, Waco: The Aftermath, nella quale vengono mostrate le vicende dei sopravvissuti all'assedio di Waco.